# Mbothe
Lo mbothe è un gioco della famiglia dei mancala giocato dalla tribù Pokomo che vive lungo il fiume Tana, in Kenya. Vi giocano sia uomini che donne. Viene considerato un semplice passatempo; non ha particolari significati rituali o simbolici e la competizione in questo gioco non ha il valore che viene attribuito, in altre regioni, ai mancala che vi si giocano (vedi per esempio l'omweso, al bao o al wari).

## Regole

### Tavoliere e disposizione iniziale
I Pokomo non costruiscono tavolieri in legno come fanno altre popolazioni dell'Africa sudorientale; in genere, si gioca semplicemente scavando buche nella sabbia e usando sassolini come pezzi.
Lo mbothe utilizza due file di dieci buche. Inizialmente, due sassi vengono disposti in ciascuna delle buche. Come nella maggior parte dei mancala II, ogni giocatore controlla una fila di buche.

### Turno
Al proprio turno, il giocatore preleva tutti i sassi da una delle buche della propria fila e li semina in senso antiorario. Se l'ultimo sasso viene deposto in una buca già occupata, i contenuti della buca (incluso il sasso appena deposto) vengono prelevati e la semina continua "a staffetta". Il turno termina quando l'ultimo sasso della semina viene deposto in una buca vuota.
Fatta eccezione per il primo turno, le buche avversarie che contengono due sassi vengono saltate durante la semina. Inoltre, non è possibile cominciare il proprio turno prelevando i sassi da una buca con soli due pezzi, a meno che non esistano alternative; in questo caso, è obbligatorio prelevare i sassi della buca più a destra. Questa regola si applica anche alla prima mossa, che è quindi obbligata: i primi due sassi vengono sempre prelevati dalla buca all'estrema destra della fila del giocatore che apre la partita.
Se l'ultimo sasso deposto in una semina cade in una buca vuota delle file del giocatore di turno, e la buca avversaria antistante contiene esattamente due sassi, questi vengono catturati dal giocatore di turno e rimossi dal tavoliere. In questo caso, il giocatore di turno ha diritto a giocare nuovamente.
Vale anche nello Mbothe, come in molti altri mancala, la regola spesso indicata con l'espressione "dar da mangiare". In altre parole, se un giocatore al termine del proprio turno si trova senza sassi nelle proprie buche, l'avversario è tenuto (se possibile) a scegliere una mossa che porti uno o più sassi nella fila del giocatore che ne è rimasto privo.

## Fine del gioco
Il gioco termina quando uno dei giocatori non è più in condizione di muovere, ovvero se la sua fila è vuota. L'avversario cattura automaticamente tutti i sassi rimasti in gioco, e vince chi ne ha catturato di più.